# 落武者
落武者（日语：／ Ochimusha）是指在日本的戰亂時期，作為敗者而逃亡的武士。別名落人。

## 概要

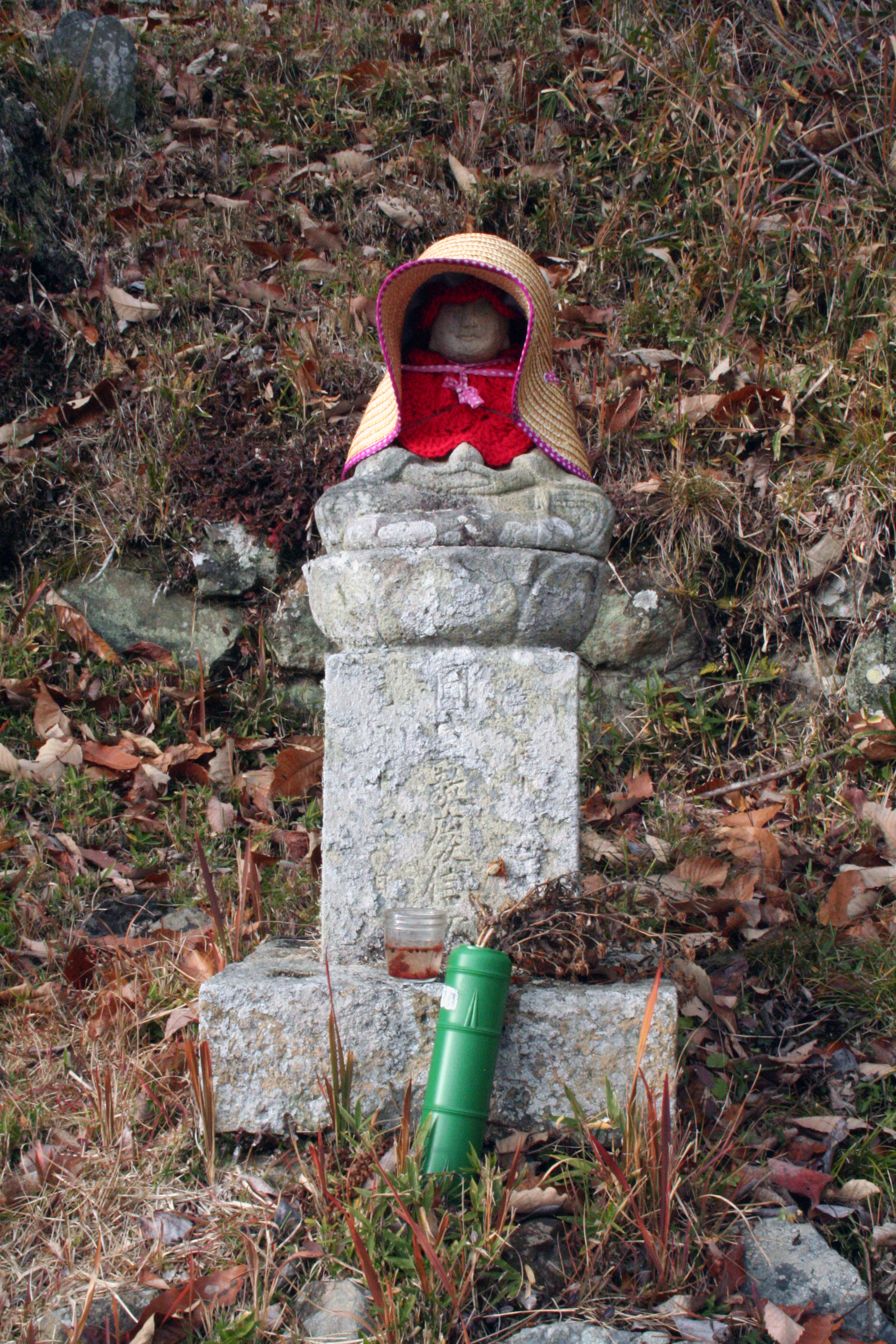
兵庫縣龍野市新宮町牧的香山城落武者之墓

在日本戰國時代，農民為了恩賞和所持品，會狙擊落武者的首級（落武者狩）。
除了從戰場中脫離外，主家敗亡的勢力在衰微而變成亡命狀態的武家，以及其臣下都會被稱為落人。著名的有平家落人，在逃亡後於山間等地方造成集落。另外，雖然真偽不明，在近世於鐵礦山的勞動者等在山間生活的集團中，有力者會自稱為「豐臣的遺臣」、「尼子的落人」等落人末裔。
在室町時代，沒落並失去後盾的公家和武家亦會被視為落武者，被建造據點的當地町人襲擊，失勢的武家的屋敷被略奪。被流放的罪人亦會被視為落武者，理所當然地亦會成為落武者狩的對象。亦有「落武者連對薄穗都會感到恐怖」（落ち武者は薄の穂にも怖ず）的慣用句，即落武者對任何事都會感到恐懼的意思。

## 現代用語
在現代日本，以政治等選舉為例，輸家會被稱為落武者，而在選舉期間的不當行為在日後被檢舉的話，會被稱為「落武者狩」。